# Duguetia panamensis
Duguetia panamensis este o specie de plante angiosperme din genul Duguetia, familia Annonaceae, descrisă de Paul Carpenter Standley. Conform Catalogue of Life specia Duguetia panamensis nu are subspecii cunoscute.